# Oxyurostylis salomonensis
Oxyurostylis salomonensis is een zeekommasoort uit de familie van de Diastylidae. De wetenschappelijke naam van de soort is voor het eerst geldig gepubliceerd in 2008 door Corbera.